# NGC 671
NGC 671 é uma galáxia espiral (S?) localizada na direcção da constelação de Aries. Possui uma declinação de +13° 07' 31" e uma ascensão recta de 1 horas, 46 minutos e 59,1 segundos.
A galáxia NGC 671 foi descoberta em 17 de Setembro de 1885 por Lewis A. Swift.